# Guerra polacco-ucraina
La guerra polacco-ucraina del 1918-1919 è stato un conflitto tra le forze della Polonia e della Repubblica Nazionale dell'Ucraina Occidentale per il controllo sulla Galizia Orientale dopo la dissoluzione dell'Austria-Ungheria.

## Origini del conflitto
Le origini del conflitto pongono le loro radici nelle complesse relazioni nazionali all'interno della Galizia al cambio del secolo. A causa della relativa indulgenza verso le minoranze nazionali, la Monarchia asburgica era lo sfondo perfetto per lo sviluppo dei movimenti nazionalisti sia polacchi che ucraini. Il primo incidente avvenne nel 1897, quando l'amministrazione polacca impedì agli ucraini di partecipare alle elezioni parlamentari. Un altro conflitto si sviluppò tra il 1901 e il 1908 intorno all'Università di Leopoli, in cui gli studenti ucraini chiedevano un'università ucraina separata, mentre gli studenti polacchi cercavano di sopprimere il movimento. Il punto cruciale tuttavia giunse nel 1903, quando sia i polacchi che gli ucraini tennero conferenze separate a Leopoli (i polacchi in maggio e gli ucraini in agosto). In seguito, i due movimenti nazionali si svilupparono con obiettivi contraddittori, portando al successivo conflitto.
La composizione etnica della Galizia fu alla base del conflitto tra polacchi e ucraini. La provincia austriaca della Galizia consisteva dei territori strappati alla Polonia durante la prima spartizione della Polonia del 1772. Queste terre, che comprendevano il territorio storico polacco che includeva l'antica capitale Cracovia, avevano una popolazione a maggioranza polacca, anche se la parte orientale comprendeva il cuore dello storico territorio di Halych-Volinia, che erano a maggioranza ucraina. Attraverso il XIX secolo e all'inizio del XX, gli ucraini locali cercarono di far spartire la Galizia in una provincia occidentale (polacca) e una orientale (ucraina). Questi sforzi trovarono però la ferma opposizione polacca, che temeva di perdere il controllo sulla Galizia Orientale. Anche se quest'ultimo territorio era popolato per circa il 60% da ucraini, la principale città, Leopoli, aveva meno del 20% di popolazione ucraina ed era considerata una delle capitali culturali della Polonia. Per molti polacchi, inclusa la popolazione polacca di Leopoli, era impensabile che la città non fosse sotto controllo polacco. Gli austriaci, infine, acconsentirono al principio di dividere la Galizia, ma l'inizio della prima guerra mondiale impedì di implementare questo cambiamento; nell'ottobre 1916 il Kaiser Carlo I promise la separazione alla fine della guerra.

## Preludio
Quando cadde il governo austro-ungarico, il 18 ottobre 1918, fu fondato il Consiglio Nazionale Ucraino (Rada), consistente dei membri ucraini del Parlamento austriaco e delle diete regionali galiziana e bucovina, come anche da leader politici ucraini. Il Consiglio annunciò la propria intenzione di unirsi le terre ucraine occidentali in un unico stato. Mentre i polacchi stavano cercando di conquistare Leopoli e la Galizia Orientale, il Capitano Dmytro Vitovs'kyj, a capo di un gruppo di giovani ufficiali ucraini, effettuò un'azione decisiva nella notte fra il 31 ottobre e il 1º novembre, prendendo il controllo di Leopoli. Il 1º novembre 1918 fu proclamata la Repubblica Nazionale dell'Ucraina Occidentale, con Leopoli come capitale. La proclamazione della Repubblica, che pretendeva la sovranità sulla Galizia Orientale, inclusi i Carpazi fino alla città di Nowy Sącz ad ovest, come anche la Volinia, la Rutenia carpatica e la Bucovina, fu una completa sorpresa per i polacchi. Anche se la maggioranza della popolazione della Repubblica Nazionale dell'Ucraina Occidentale era ucraina, gran parte dei territori rivendicati erano considerati polacchi. A Leopoli i residenti ucraini sostennero entusiasticamente la proclamazione ma, anche se la minoranza ebraica si mantenne neutrale, gli abitanti polacchi di Leopoli furono sconvolti nel trovarsi a far parte di uno stato ucraino.

## La guerra

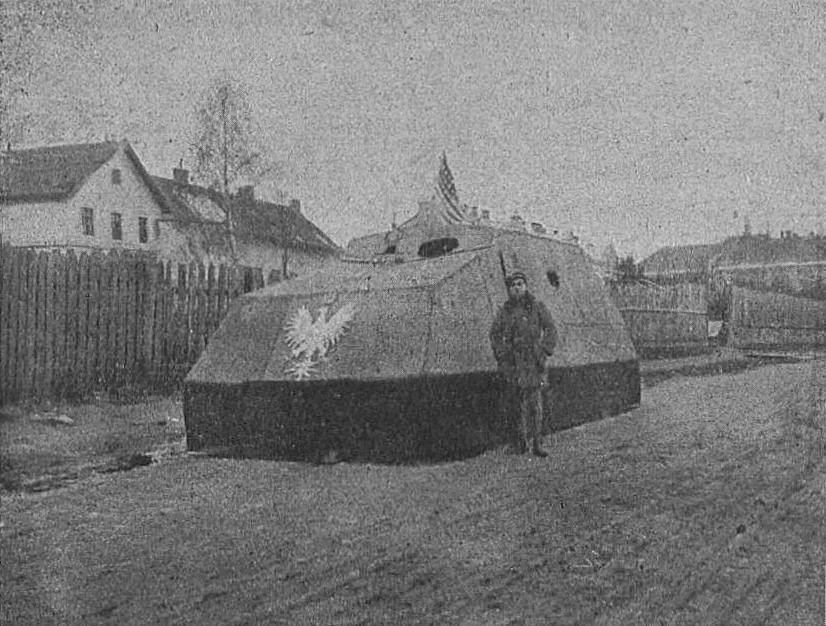
Fotografia di un veicolo blindato improvvisato, costruito dai difensori polacchi di Leopoli, addobbato con l'Aquila Bianca e una bandiera americana nel 1918

A Leopoli, le forze ucraine furono in grado di opporsi con le unità di autodifesa locali formate principalmente da veterani della prima guerra mondiale, studenti e bambini. Dopo due settimane di pesanti combattimenti all'interno della città, un'unità armata sotto il comando del Colonnello Michał Karaszewicz-Tokarzewski della rinascente Armata Polacca forzò l'assedio ucraino e giunse nella città. Il 21 novembre l'assedio fu spezzato e gli ucraini furono scacciati; le forze ucraine continuarono a esercitare comunque il controllo su gran parte della Galizia orientale e costituirono un pericolo per Leopoli stessa fino al maggio 1919. Immediatamente dopo aver riconquistato la città, alla fine di novembre, i polacchi internarono molti attivisti ucraini in campi di detenzione.
Nel dicembre 1918 iniziarono i combattimenti in Volinia. Mentre le unità polacche cercavano di prendere il controllo della regione, le forze della Repubblica Popolare Ucraina, con Semen Petlura, cercarono di espandere il loro territorio verso ovest, fino alla città di Chełm. Dopo due mesi di pesanti combattimenti, il conflitto si risolse nel marzo 1919 con l'arrivo delle bene equipaggiate unità polacche con il generale Edward Rydz-Śmigły.
L'offensiva generale polacca in Volinia e Galizia Orientale iniziò il 14 maggio 1919. Fu condotta da unità dell'Esercito polacco, coadiuvato dalla neoarrivata Armata Blu del Generale Józef Haller de Hallenburg. Questa armata era stata equipaggiata dagli alleati occidentali e vi prestavano servizio anche ufficiali francesi che volevano combattere i bolscevichi, ma non le forze della Repubblica Ucraina Occidentale. Nonostante questo, i polacchi decisero di assaltare gli ucraini contravvenendo alle condizioni imposte dai francesi; la Polonia tuttavia ignorò questi richiami, in quanto sosteneva che "tutti gli ucraini erano bolscevichi o, se non lo erano, assomigliavano molto a loro".
Le linee ucraine furono sfondate a causa del ritiro dei fucilieri della Sič. Il 27 maggio le forze polacche raggiunsero la linea Złota Lipa-Brzeżany-Jezierna-Radziwiłłów. A seguito delle richieste della Triplice intesa, l'offensiva polacca fu fermata e le truppe del Generale Haller adottarono le posizioni di difesa. L'8 giugno 1919 le forze ucraine, sotto il nuovo comando di Oleksander Hrekov, ex generale dell'esercito russo, diedero inizio a una controffensiva, e dopo tre settimane avanzarono verso Gniła Lipa e il fiume Styr; l'offensiva ebbe successo, ma si fermò a causa della mancanza di armamenti. Il governo dell'Ucraina Occidentale controllava i campi di Drohobyč, con i quali progettava di poter produrre armi per la battaglia, ma per ragioni politiche e diplomatiche, le armi e le munizioni potevano essere spedite in Ucraina solo attraverso la Cecoslovacchia. Anche se le forze ucraine riuscirono a spingere indietro i polacchi per circa 120 km, non riuscirono ad assicurarsi una strada sicura per la Cecoslovacchia. Questo decretò l'impossibilità di rifornirsi di armi e munizioni, e questa mancanza obbligò Hrekov a sospendere la battaglia.
Józef Piłsudski assunse il comando delle forze polacche il 27 giugno ed iniziò un'altra offensiva. A corto di munizioni e di uomini, gli ucraini vennero fatti retrocedere fino alla linea del fiume Zbruč (Zbrucz).

## Conseguenze
In contrasto con la brutalità tipica delle battaglie che avvenivano in parti dell'ex Impero russo, la guerra polacco-ucraina fu condotta da forze relativamente disciplinate e professionali in entrambe le parti, il che si tradusse in un basso numero di morti civili e distruzioni. Durante la guerra morirono circa 10 000 polacchi e 15 000 ucraini, principalmente soldati.
Il 17 luglio fu firmato il cessate il fuoco. I prigionieri di guerra ucraini furono tenuti negli ex campi di prigionia austriaci di Dąbie, Łańcut, Pikulice, Strzałków, e Wadowice. Il 21 novembre 1919 l'Alto Consiglio della Conferenza di pace di Parigi assegnò la Galizia Orientale alla Polonia per un periodo di 25 anni, al termine del quale si sarebbe dovuto tenere un plebiscito. Il 21 aprile 1920, nell'imminenza dell'offensiva polacca contro l'Armata Rossa, Józef Piłsudski e Simon Petljura firmarono un trattato in base al quale la Polonia prometteva di restaurare il potere di Petlura a Kiev in cambio dell'accettazione del confine polacco-ucraino al fiume Zbruč (Zbrucz).
Dopo questo accordo, il governo della Repubblica Nazionale dell'Ucraina Occidentale andò in esilio a Vienna, dove godette del supporto di vari emigrati politici della Repubblica Ucraina Occidentale come anche di soldati dell'esercito galiziano. Instaurò attività diplomatiche con i governi della Francia e della Gran Bretagna, nella speranza di ottenere condizioni favorevoli a Versailles. Questi sforzi ebbero i loro frutti: nel consiglio della Società delle Nazioni del 23 febbraio 1921, fu dichiarato che la Galizia sorgeva fuori dai territori della Polonia, pertanto quest'ultima non aveva il diritto di instaurare un controllo amministrativo nella regione; la Polonia fu inoltre dichiarata nazione occupatrice della Galizia Orientale, la cui sorte sarebbe stata determinata al Consiglio degli Ambasciatori della Società delle Nazioni. Dopo una lunga serie di negoziati, il 14 marzo 1923 la Galizia Orientale fu incorporata alla Polonia, "tenendo in considerazione il fatto che la Polonia aveva riconosciuto che nella parte orientale della Galizia, le condizioni etnografiche meritavano pienamente uno status autonomo".. Il governo della Repubblica Nazionale dell'Ucraina Occidentale fu poi sciolto, mentre la Polonia negò in seguito le sue promesse di autonomia alla Galizia Orientale.